# 1485 az irodalomban
Az 1485. év az irodalomban.

## Megjelent új művek
- William Caxton angol nyomdász kinyomtatja az Artúr király személye köré szőtt legendákból Thomas Malory által összeállított Le Morte D'arthur című könyvet (Arthur királynak és vitézeinek, a Kerek Asztal lovagjainak históriája).[1]
- Megjelenik nyomtatásban a Pathelin mester (Farce de Maître Pathelin); a középkori francia bohózat szerzőjét biztonsággal nem tudták megállapítani[2]

## Születések
- 1485 – Matteo Bandello itáliai költő, író († 1561)
- 1485 – Johannes Dantiscus (lengyelül: Jan Dantyszek) lengyel humanista, diplomata, Chełmno püspöke, főként latin nyelven író reneszánsz költő († 1548)
- 1485 – Stephanus Taurinus, (eredeti nevén Stephan Stieröchsel), a Stauromachia... című eposz szerzője († 1519 körül)
- 1485 körül – Hugh Latimer angol reformátor, protestáns mártír († 1555)
- 1485 körül – Hanibal Lucić reneszánsz kori horvát költő, drámaíró († 1553 körül)
- 1485 körül – Bartolomé Torres Naharro spanyol költő, drámaíró († 1520 körül)